# Monika Lichodziejewska-Niemierko
Monika Teresa  Lichodziejewska-Niemierko – polski lekarz i naukowiec, profesor doktor habilitowany nauk medycznych, specjalistka z zakresu chorób wewnętrznych, nefrologii i hipertensjologii, kierownik Zakładu Medycyny Paliatywnej, Katedry Medycyny Rodzinnej, Gdańskiego Uniwersytetu Medycznego, ordynator Oddziału Dializy Otrzewnowej, Katedry i Kliniki Nefrologii Transplantologii i Chorób Wewnętrznych Uniwersyteckiego Centrum Klinicznego w Gdańsku, jest przewodniczącą Grupy Roboczej Polskiego Towarzystwa Nefrologicznego (PTN) ds. Dializoterapii Otrzewnowej, członkiem International Society for Peritoneal Dialysis oraz Polskiej Grupy Roboczej ds. Problemów Etycznych Końca Życia.

## Życiorys
W 1982 roku ukończyła studia medyczne w Akademii Medycznej w Gdańsku, w latach 1987–1990 i w 1992 roku odbyła staże naukowe na Uniwersytecie Walijskim w Cardiff.
Wraz z prof. Bolesławem Rutkowskim i dr. hab. Tomaszem Liberkiem rozwijała w Polsce dializę otrzewnową, a w 1993 roku utworzyli w Gdańsku ośrodek dializy otrzewnowej, który jest ośrodkiem referencyjnym. W roku 2015, a następnie 2017 wraz z prof. Władysławem Sulowiczem przewodniczyła 12 oraz 13 europejskiej konferencji EuroPD (12th European Peritoneal Dialysis Meeting - 'Knowledge in PD is the Key' 2-5 Oct 2015, Krakow, Poland 13th European Peritoneal Dialysis Meeting - Save the Date! 4-7 Oct 2017, Dublin, Ireland). Od 2016 roku jest członkiem Zarządu Międzynarodowego Towarzystwa Dializy Otrzewnowej, a od 2017 roku pełni funkcję wiceprezydenta Europejskiego Towarzystwa Dializy Otrzewnowej.

## Odznaczenia
- Srebrny Krzyż Zasługi (2007)[10]
- Złoty Krzyż Zasługi (2015)[11]